# Fernando Albuerne
Luis Fernando Albuerne Garcell (Sagua de Tánamo; 28 de octubre de 1920-Miami; 8 de julio de 2000), más conocido artísticamente como Fernando Albuerne fue un cantautor y músico cubano de música popular.

## Biografía
Realizó sus estudios en la Habana.  En esta misma ciudad se graduó de Ingeniero Agrónomo y pasó a trabajar en la fábrica de jabones de su padre.
Su primera presentación la realizó el 17 de noviembre de 1941 en “Radio Cadena Suaritos” con el tema "Ven amor”.  Desde ese momento fue contratado por dicha emisora radial y en ella actuó por más de 12 años.
Realizó presentaciones en Puerto Rico, Venezuela, Brasil, Chile, Uruguay y Argentina.
Estando en Buenos Aires, realizó presentaciones de radio y grabó para el sello Odeon el vals "Dices que Tengo celos" de Santos Menéndez.  Este disco le hizo ganador de su primer disco de oro, superando el millón de copias vendidas.
También, a comienzos de los años 1950 se presentó en localidades de Europa como Lisboa, Madrid y la televisión francesa. En 1960 fijó su residencia en Venezuela.
Murió en julio del año 2000.